# Heliactinidia caerulescens
Heliactinidia caerulescens là một loài bướm đêm thuộc phân họ Arctiinae, họ Erebidae. Nó được tìm thấy ở Colombia.